# Lygodiaceae
Lygodiaceae é uma família monotípica de pteridófitas pertencente à classe Polypodiopsida, ordem Schizaeales, cujo único gênero é Lygodium. Dentro deste gênero há aproximadamente 30 espécies, que estão distribuídas em regiões tropicais da África, Ásia e Américas. Há também espécies no leste da Ásia e América do Norte.

## Domínios e estados de ocorrência no Brasil
No Brasil, ela se encontra em todos estados, apesar de não ser endêmica. Norte (Acre, Amazonas, Amapá, Pará, Rondônia, Roraima, Tocantins);Nordeste (Alagoas, Bahia, Ceará, Maranhão, Paraíba, Pernambuco, Piauí, Rio Grande do Norte, Sergipe); Centro-Oeste (Distrito Federal, Goiás, Mato Grosso do Sul, Mato Grosso); Sudeste (Espírito Santo, Minas Gerais, Rio de Janeiro, São Paulo); Sul (Paraná, Rio Grande do Sul, Santa Catarina).

## Morfologia
É uma samambaia trepadeira que tem crescimento com eixo, de onde as folhas compostas se originam (raque).  Seu caule possui tricomas e cresce emitindo brotos de maneira rastejante bem junto ao seu hospedeiro ou solo (reptante). O arranjo das nervuras na lâmina foliar possui comunicação entre seus canais, sendo conhecida como venação, estas são livres ou anastomasadas. Possui esporângio piriforme e um falso crescimento membranáceo da epiderme da folha de samambaia que recobre os soros conhecidos como pseudo-indúsio. Seu pecíolo é cilíndrico, pinas alternas, pseudodicotomicamente ramificadas formando pínulas, gema presente na ramificação, pínulas palmado-lobadas ou pinado-divididas e podem chegar até 30 metros de comprimento.

## Relação Filogenética
Ligodiaceae pertence a classe das Polypodiopsida, conhecidas também por samambaias leptosporangiadas (Leptosporangiatae). Todas Polypodiopsida compartilham a seguinte sinapomorfia: a parede do esporângio com 1 célula de espessura, com anel. Todas as famílias (ao todo são 33), menos a Osmundaceae possuem a característica do esporângio derivado de uma única célula inicial, com número de esporos reduzidos.
A família Ligodiaceae é grupo-irmão das famílias Anemiaceae e Schizaeaceae que compõe a ordem Schizaeales, além de compartilhar um anel transversal e subapical, possui folhas entrelaçadas, sendo a apomorfia dentro da família.
Polypodiopsida compõe um grupo monofilético, mas algumas famílias possuem poucas características bem definidas, o que indica a possibilidade de mais estudos moleculares e morfológicos.

## Espécies Brasileiras[1]
- Lygodium volubile - América do Norte, América Central, Caribe.
- Lygodium venustum - Nordeste do Brasil.

## Curiosidades
Alguns estudos recentes mostram que Lygodium pode ser utilizada em medicina tradicional, para tratamento de diversas patologias, como dores musculares, reumatismo, inflamações, ginecobstétrica, etc.

## Referência
1. 1 2  «Flora das cangas da Serra dos Carajás, Pará, Brasil: Lygodiaceae»
2. ↑  «Lygodiaceae M.Roem»
3. ↑  SIMPSON, Michael G. (2010). Plant Sistematics 2. USA: Academic Press. pp. 100–122
4. ↑  «EFEITO ANTIFÚNGICO E ATIVIDADE MODULADORA DE LYGODIUM VENUSTUM SW»

- RAVEN, P.H., EVERT, R.F. & EICHHORN, S.E. Biologia Vegetal, 5a. ed. Coord. Trad. J.E.Kraus. Editora Guanabara Koogan, Rio de Janeiro. 1996. p. 304.